# 788

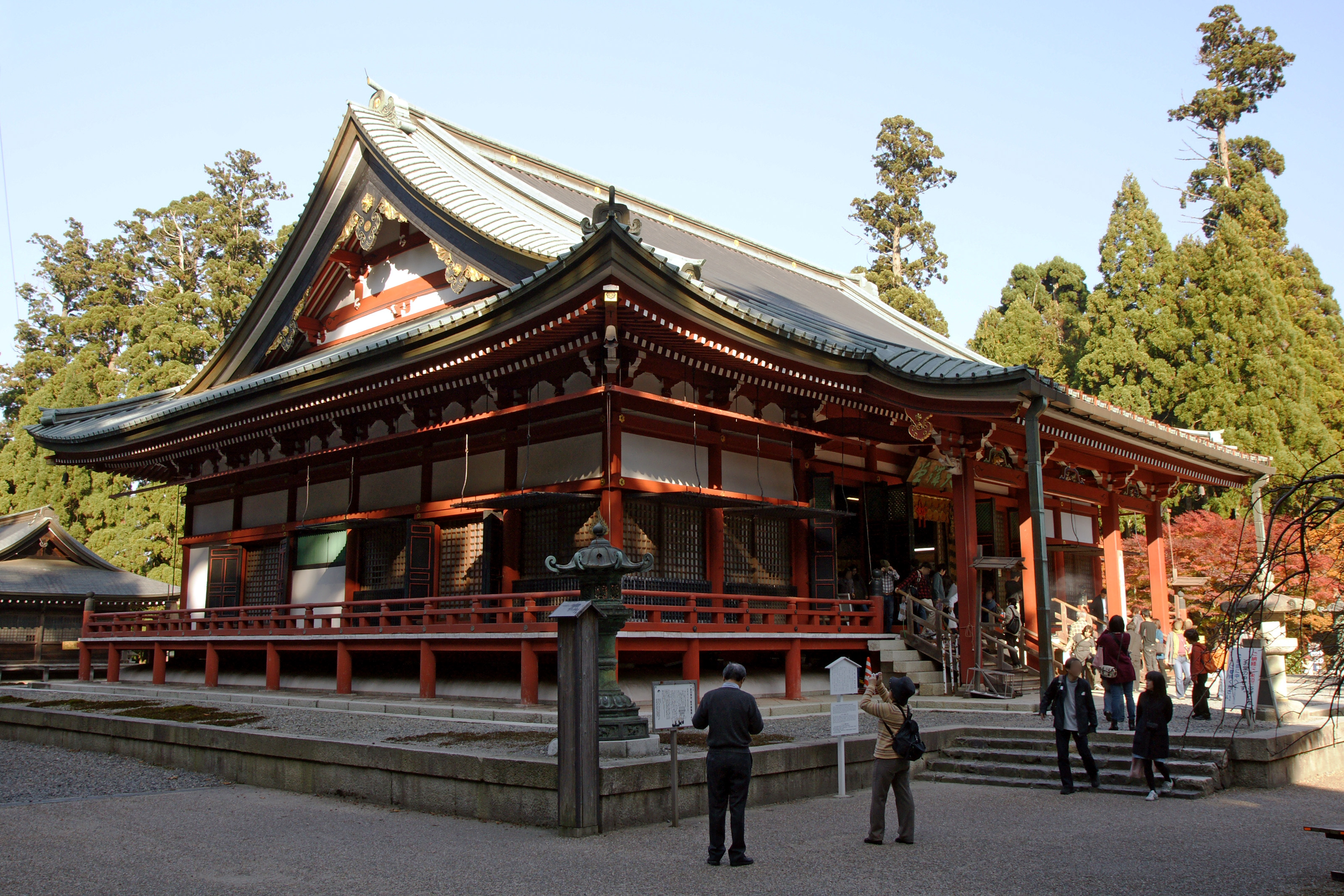
Het Enryaku-ji tempelcomplex (Daikodō)

Het jaar 788 is het 88e jaar in de 8e eeuw volgens de christelijke jaartelling.

## Gebeurtenissen

### Europa
- Koning Karel de Grote vestigt zich in Regensburg om het bestuur van Beieren te hervormen. Hij stelt Gerold van de Vinzgau aan als praefectus na het afzetten van zijn neef Tassilo III (zie: 787).
- De Avaren, een Turks nomadenvolk, vallen Beieren binnen. Het hertogdom Friuli in (Noord-Italië) wordt geplunderd. Karel de Grote voert in Karantanië (huidige Oostenrijk) een strafexpeditie.
- Koning Mauregato van Asturië (huidige Spanje) overlijdt na een regeerperiode van 5 jaar. Hij wordt opgevolgd door Bermudo I, een jongere broer van voormalig koning Aurelius.

### Azië
- Saicho, een Japanse boeddhistische monnik, trekt zich terug op de berg Hiei nabij Kioto. Hij sticht de Enryaku-ji, een boeddhistisch tempelcomplex in het centrum van Japan.

## Religie
- Begin van de periode en ontstaan van het aartsbisdom Hamburg beschreven in Adam van Bremens kroniek: "Gesta Hammaburgensis Ecclesiae Pontificum".

## Geboren
- Adi Shankara, Indisch hindoe-filosoof (waarschijnlijke datum)

## Overleden
- Abd al-Rahman I (57), Arabisch emir
- Hnabi, hertog van Allemanië (waarschijnlijke datum)
- Mauregato, koning van Asturië (Spanje)